# زينب المرية
زينب المرية شاعرة أندلسية وهي ابنة أحد مشاهير العرب، ولدت بالمرية في الأندلس، ولم نقف على تاريخ ولادتها واسم أبيها، والذي وصل إلينا أنها كانت ذات حسن وجمال، وبهاء وكمال، وأدب وظرف، وتهذيب ولطف، رقيقة المعاني، جزلة الألفاظ، حاضرة النادرة، لها شعر بديع. جالست الأدباء، وساجلت الشعراء، حتى إنها كان يشار إليها بالبنان في ذلك الأوان. ومن شعرها:
يا أيها الراكب الغادي مطيته - عرِّج أنبئك عن بعض الذي أجد
ما عالَج الناس من وَجْد تضمنهم - إلا ووَجْدي بهم فوق الذي وجدوا
حسبي رضاه وأني في مسرته - ووده آخر الأيام أجتهد

## وفاتها
وتوفيت بالمرية مأسوفًا عليها من ذوي الأدب وأهل العلم.